# Göteborg & Co
Göteborg & Co är kommunalt bolag, grundat 1991, som arbetar med att utveckla och marknadsföra besöksnäringen i Göteborg.
Bolaget är helägt av Göteborgs Stad via Göteborgs Stadshus AB. Göteborg & Co äger i sin tur bland andra Göteborgs Stadsteater AB, Liseberg AB och Got Event AB.

## Organisation
Bolagets styrelse väljs av Göteborgs kommunfullmäktige och återspeglar den politiska sammansättningen i kommunfullmäktige. VD är Peter Grönberg, styrelsens ordförande är sedan våren 2023 Leif Pagrotsky (S).
Göteborg & Co arbetar bland annat med att driva och stärka Göteborg som evenemangsstad, att marknadsföra destinationen till beslutsfattare av främst internationella vetenskapliga, politiska samt större företagsmöten, och att agera som en plattform för samverkan mellan näringsliv, organisationer, kommuner och akademi i arbetet med att stärka och utveckla Göteborgs konkurrens och attraktionskraft
Bolaget arrangerar bland annat varje år Vetenskapsfestivalen och Göteborgs kulturkalas. 

## Göteborgs Jubileumsfirande
Göteborgs kommunfullmäktige gav 2009 Göteborg & Co i uppdrag att leda, samordna och kommunicera arbetet med Göteborgs 400-årsjubileum. 
I september 2020 fattades beslut om förändringar med anledning av Covid-19. Det innebar att den officiella födelsedagen 4 juni 2021 blev ett historiskt firande i mindre skala, medan det stora publika jubileumsfirandet flyttades fram till sommaren 2023.

## Utmärkelser

### Global Destination Sustainability Index

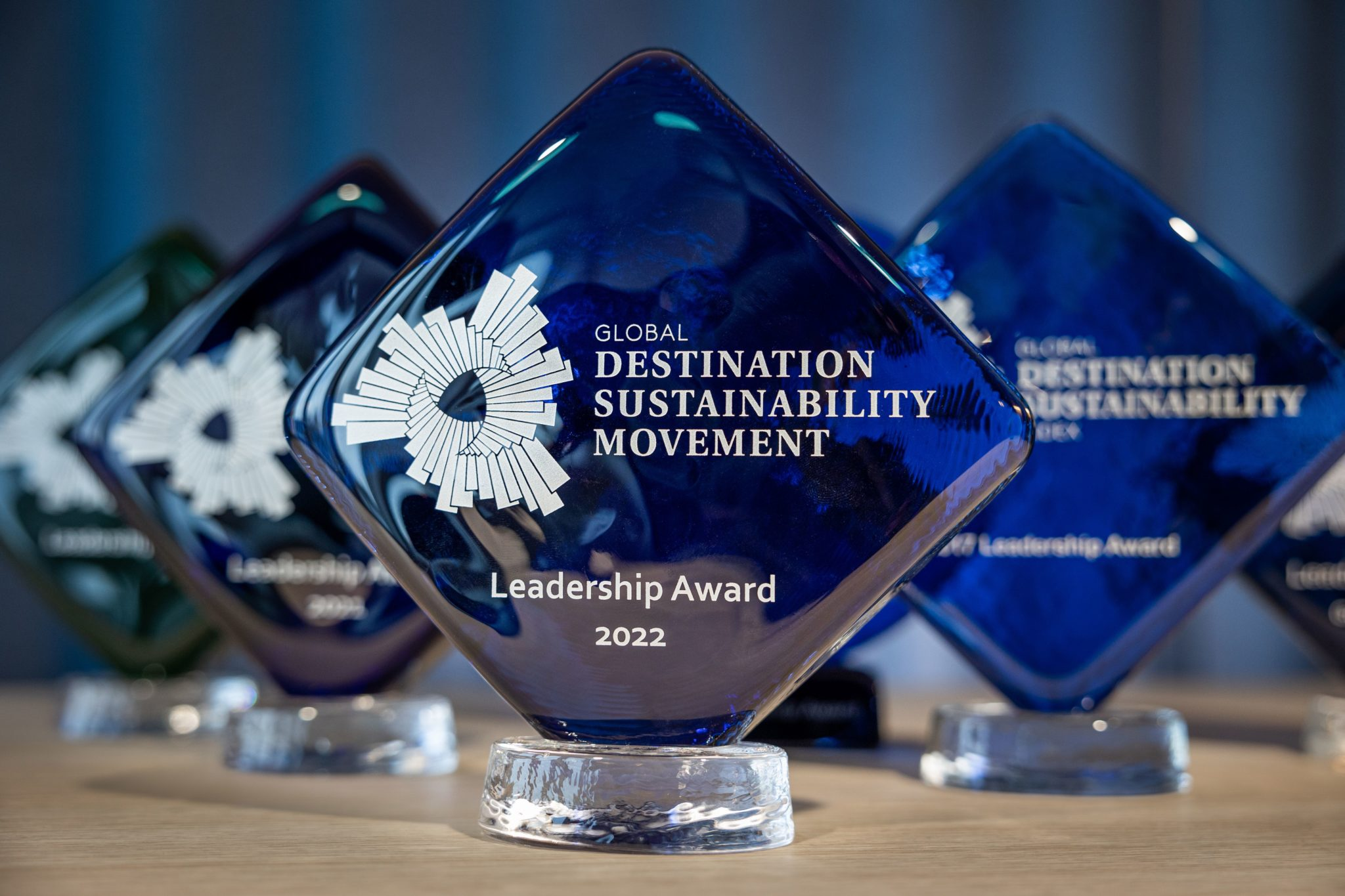
Göteborg är sedan 2016 världens mest hållbara destination

Göteborg har sedan priset instiftades 2016 utsetts till världens mest hållbara destination av Global Destination Sustainability Index varje år. Indexet jämför bara 70 städer och förutsätter att administrationerna självrapporterar merparten av datan till GDSI.
2021 utsåg Lonely Planet Göteborg till Best in travel i hållbarhetskategorin.[källa behövs]